# 174. Reserve-Division (Wehrmacht)
Die 174. Reserve-Division war eine deutsche Infanteriedivision im Zweiten Weltkrieg. 

## Geschichte

### Aufstellung
Die Division wurde am 15. September 1942 in Lublin im Generalgouvernement Polen aufgestellt. 

### Auflösung durch Verwendung zur Auffrischung der 26. ID
Im Juli 1944 wurden die Teileinheiten der 174. Reserve-Division zur Auffrischung der 26. Infanterie-Division verwendet und die Division aufgelöst. 